# Chloridolum hainanicum
Chloridolum hainanicum là một loài bọ cánh cứng trong họ Cerambycidae.